# Ford Beebe
Ford Ingalsbe Beebe (26 de novembro de 1888 – 26 de novembro de 1978) foi um cineasta e roteirista estadunidense, que dirigiu e escreveu mais de 200 filmes entre 1915 e os anos 1960. Além do roteiro e da direção, Beebe também foi produtor de 13 filmes.

## Biografia
Beebe nasceu em Grand Rapids, no Michigan, filho de Oscar e Mary (nascida Ingalsbe) Beebe. Teve uma atuação variada no meio cinematográfico, escrevendo roteiros, dirigindo, produzindo e até atuando (uma única vez).

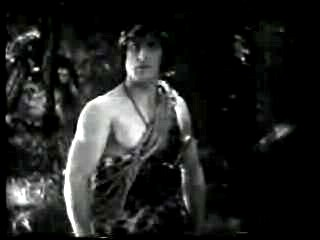
Cena do filme Tarzan the Tiger, de 1929, em cujo roteiro Ford Beebe trabalhou, adaptando a obra de Edgar Rice Burroughs.

O primeiro roteiro que escreveu foi o seriado The Girl and the Game, em 1915, e o primeiro filme que dirigiu foi o seriado The White Horseman, em 1921.
Sua especialidade eram os filmes B, em particular os Westerns, e seriados cinematográficos, entre os quais se destacam os de ação, tais como Buck Rogers e dois seriados sobre Flash Gordon para a Universal Pictures, Flash Gordon's Trip to Mars, em 1938 e Flash Gordon Conquers the Universe em 1940.
Até 1934, Beebe trabalhou principalmente para os produtores independentes e os Poverty Row, tais como a Mascot Pictures. Depois de uma breve fase na Columbia Pictures, ele passou a maior parte de sua carreira na Universal Pictures (1936-1945) e na Monogram (1947-1952), onde dirigiu várias cenas de Bomba the Jungle Boy.
Além do roteiro e da direção, Beebe também foi produtor de 13 filmes, entre eles os seriados The Adventures of Smilin'Jack (1943) e Gang Busters (1942) e atuou num pequeno papel não creditado em The Railroad Raiders (1917). Sua última contribuição para o cinema foi o roteiro de King of the Wild Stallions (Fúria Negra no Brasil), em 1959.
A partir dos anos 1960, muitos de seus antigos seriados foram reeditados como filmes para a televisão, sendo o último lançado em 2011, The Green Hornet Movie Edition, utilizando cenas de arquivo.
Ford Beebe morreu no dia de seu aniversário de 90 anos, em 26 de novembro de 1978, e foi cremado.

## Vida familiar
Foi casado com Frances Caroline Willey, desde dezembro de 1912, com quem teve 5 filhos, entre eles Ford Beebe Jr. (1913-2006), que também participou da indústria cinematográfica. Divorciou-se em agosto de 1929 e casou com Kitty Winifred Delevanti, de 12 de fevereiro de 1933 até sua morte, em 26 de novembro de 1978, com quem teve um filho, Michael Beebe.

### Ford Beebe Jr.
Os historiadores de cinema frequentemente creditam a Ford Beebe o trabalho no cinema de seu filho Ford Beebe Jr., que continuou a tradição da família, dirigindo filmes de aventura, comerciais e documentários. Ford Beebe Jr. estreou no cinema com seu pai e depois passou para assistente de direção para a produção do filme de Walt Disney, Pinóquio (1940), e dirigindo (não creditado) o segmento da Pastoral Symphony no clássico de Disney Fantasia. Mais tarde, Ford Beebe Jr. co-produziu um lançamento da Disney/Buena Vista, Charlie the Lonesome Cougar, de 1967, e seu último filme, como diretor, foi Joniko and the Kush Ta Ka, em 1969.

## Crítica
Segundo a revista Filme Cultura, suas obras eram bem realizadas, e seguiam em geral as histórias em quadrinhos em voga na época.

## Filmografia parcial
| - The Girl and the Game (roteiro, não-creditado, 1915) - Lass of the Lumberlands (roteiro, 1916) - The Railroad Raiders (roteiro e ator, 1917) - The Big Catch (1920) - A Gamblin' Fool (1920) - The Grinning Granger (1920) - One Law for All (1920) - 'In Wrong' Wright (1920) - Double Danger (1920) - The Two-Fisted Lover (1920) - Tipped Off (1920) - Superstition (1920) - Fight It Out (1920) - The Trail of the Hound (1920) - The Saddle King (1921) - The Driftin' Kid (1921) - Sweet Revenge (1921) - Kickaroo (1921) - Winners of the West (1921) - No Man's Woman (adaptação, 1921, creditado Ford I. Beebe) - The White Horseman (direção e roteiro, 1921) - Tarzan the Tiger (roteiro, 1929) - The Lightning Express (roteiro, 1930) - The Indians Are Coming (roteiro, 1930) - The Phantom of the West (roteiro, 1931) - King of the Wild (roteiro, 1931) - The Vanishing Legion (direção e roteiro, 1931) - The Galloping Ghost (roteiro, 1931) - The Lightning Warrior (roteiro, 1931) - The Shadow of the Eagle (direção e roteiro, 1932) | - The Last of the Mohicans (direção e roteiro, 1932) - The Law of the Wild (roteiro, 1934) - The Adventures of Rex and Rinty (direção, 1935) - Ace Drummond (direção, 1936) - Jungle Jim (direção, 1937) - Secret Asgent X-9 (direção, 1937) - Wild West Days (direção, 1937) - Radio Patrol (direção, 1937) - Tim Tyler's Luck (direção, 1937) - Flash Gordon's Trip to Mars (direção, 1938) - Red Barry (direção, 1938) - Buck Rogers (direção, 1939) - The Oregon Trail (direção, 1939) - The Phantom Creeps (direção, 1939) - Flash Gordon Conquers the Universe (direção, 1940)[[WP: - The Green Hornet (direção, 1940) - Winners of the West (direção, 1940) - Junior G-Men (direção, 1940) - The Green Hornet Strikes Again! (direção, 1940) - Sky Raiders (direção, 1941) - Riders of Death Valley (direção, 1941) - Sea Raiders (direção, 1941) - Don Winslow of the Navy (direção, 1942) - Overland Mail (direção, 1942) - Night Monster (1942) - Gang Busters (produção, 1942) - The Adventures of Smilin' Jack (produção, 1943) - Enter Arsène Lupin (1944) - The Invisible Man's Revenge (1944) - King of the Wild Stallions (roteiro, 1959) |